# 1935年中国
| 中国历史 / 中国历史年表                                                                                                   |
| 世紀： 19世纪中国 / 20世纪中国 / 21世纪中国                                                                               |
| 年代： 1900年代中国 / 1910年代中国 / 1920年代中国 / 1930年代中国 / 1940年代中国 / 1950年代中国大陆 / 1960年代中国大陆     |
| 年份： 1931年中国 / 1932年中国 / 1933年中国 / 1934年中国 / 1935年中国 / 1936年中国 / 1937年中国 / 1938年中国 / 1939年中国 |
| 纪年： 乙亥年（猪年）、中华民国24年                                                                                       |

## 大事記

### 1月
- 蔣介石分章口述、陳布雷筆錄、以徐道鄰名義在南京《外交評論》上發表〈敵乎？友乎？——中日關係之檢討〉一文，各報竟相轉載，稱：「一般有理解的中國人，都知道日本人終究不能作為我們的敵人，我們中國亦究竟須有與日本攜手之必要。這是就世界大勢和中日兩國的過去、現在和將來（如果不是同歸於盡的話）徹底打算的結論。我想日本人士中間懷抱同樣的見解的，當亦不在少數。……實在是生則俱生，死則同死，共存共亡的民族，究竟是相互為敵，以同歸於絕滅呢？還是恢復友好，以共負時代的使命呢？這就要看兩國，尤其是日本國民與當局有沒有直認事實，懸崖勒馬的勇氣，與廓清障蔽，謀及久遠的和平」[1]:4830。
- 1月7日——孫科由北平到濟南，會晤山東省政府主席韓復榘[1]:4814。
- 1月8日——行政院第一九四次會議決議，以蔣介石兼任陸軍大學校長，楊杰兼教育長，1月11日國民政府明令公佈[1]:4814。
- 1月9日——胡漢民派劉蘆隱到上海，與王寵惠、孫科等會商寧粵合作辦法[1]:4815。
- 1月16日——蔣介石自奉化抵上海，是日在上海訪晤段祺瑞[1]:4820。
- 1月17日——中共中央政治局擴大會議（「遵義會議」）閉幕，作出決定：毛澤東選為常委，指定洛甫（張聞天）起草決議，常委再作進行適當分工，取消三人團，仍由最高軍事首長朱德、周恩來為軍事指揮者，而周恩來是黨內委之對於指揮軍事上下最後決心之負責者，會上推舉張聞天接替博古擔任總書記[1]:4821。
- 1月18日——蔣介石自上海入南京，電令南昌行營1月底撤銷，往來文件自本月20日起停止收發；中共中央政治局根據遵義會議決議，常委進行適當分工，確定毛澤東為周恩來軍事指揮之幫助者[1]:4821。
- 1月21日——黃郛向林森報告華北政務，汪精衛偕同黃郛到軍校見蔣介石，1月24日汪、黃復同赴軍校見，晤談甚久[1]:4823。
- 1月22日——國民政府派李敬明為陸軍第三十軍副軍長，任命池峰城為第三十一師師長[1]:4824。
- 1月25日——立法院開秘密會議，由孫科報告察東（察哈爾省東部）情勢[1]:4826。
- 1月26日——宋哲元電中央報告察東情形，下午中央覆電稱：「察東事件係『地方事件』，由地方交涉解決。」[1]:4826
- 1月27日——土城之戰[1]:4827。
- 1月30日——甘乃光向行政院請辭內政部政務次長及代部長職[1]:4829。
- 1月31日——魯滌平病卒，2月2日國民政府追贈為陸軍上將，並明令褒恤[1]:4829。

### 2月
- 2月2日——蔣介石以紅軍已西入雲南邊境，命令改編湘、黔、滇軍為「剿匪」軍第一、第二兩路軍，各轄4個縱隊，何鍵為第一路軍總司令，以主力「圍剿」賀、蕭紅軍，一部封鎖貴州東部，龍雲為第二路軍總司令，薛岳為第二路軍前敵總指揮，以主力集結雲南、貴州邊境，「圍剿」朱德紅軍主力；蔣介石為處理南昌行結束事宜離開南京赴江西[1]:4832。
- 2月3日——察東日軍向熱河撤退；中央紅軍因劉湘重兵阻截，放棄原定渡江計劃，以一部佯攻川南敍永，牽制川軍，大軍則南向雲南扎西進軍[1]:4832。
- 2月4日——國民政府特派徐源泉為鄂湘川邊區剿匪總司令，免去其原鄂湘邊區剿匪總司令兼職[1]:4833。
- 2月9日——國民政府任命劉湘兼四川全省保安司令[1]:4835。
- 2月10日——四川省政府主席劉湘及各委員在重慶宣誓就職[1]:4835。
- 2月14日——國民政府令准免李元鼎審計部部長職，特任陳之碩代理審計部部長[1]:4838。
- 2月16日——蔣介石由牯嶺飛南昌[1]:4839。
- 2月17日——蔣介石在南昌接見江西省軍政長官，指示「綏靖」工作方針[1]:4840。
- 2月20日——蔣介石電知各軍政機關：南昌行營已結束，武昌行營於3月1日開始辦公，豫鄂皖三省剿匪總司令部月底撤銷；中國國民黨中政會決議特許行政院各部、會長官列席中央政治會議[1]:4841。
- 2月21日——蔣介石自南昌抵漢口，接見張學良、何成濬、張群，詢「剿」紅軍軍務及政治設施；國民政府任命薛岳為貴州綏靖公署主任[1]:4842-4843。
- 2月24日——蔣介石特任蘭州綏靖公署主任朱紹良為剿匪軍第三路總司令，西安綏靖公署主任楊虎城為副總司令兼第一縱隊司令，並規定總司令不在前敵時，副總司令得代行總司令職權[1]:4844。
- 2月25日——東北軍將領于學忠、王樹常、萬福麟到漢口見蔣介石，請示整編事宜[1]:4844。

### 3月
- 3月1日——軍事委員會委員長武昌行營成立，原豫鄂皖三省剿匪總司令撤銷，主任張學良，秘書長楊永泰，參謀長錢大鈞；國民政府令在浙江之孔子嫡系南宗裔孫為大成至聖先師南宗奉祀官，並給以簡任官待遇[1]:4847。
- 3月2日——蔣介石為「督剿」紅軍，整理川政，由漢口飛重慶[1]:4849。
- 3月4日——中華蘇維埃共和國中央革命軍事委員會通令：特設前敵司令部，委任朱德為前敵司令員，毛澤東為前敵政委[1]:4850。
- 3月7日——中央紅軍西進，主力自遵義向鴨溪、長干山一帶移動[1]:4852。
- 3月8日——何成濬應蔣介石電召，自漢口飛往重慶[1]:4853。
- 3月12日——中共中央政治局決定成立「三人團」（又稱「三人軍事指揮小組」），由周恩來、毛澤東、王稼祥組成，周為團長，全權負責處理紅軍之軍事行動；蔣介石令武昌行營設立陸軍整理處，派陳誠兼任處長，分期整理全國陸軍，要求四年內整理好60個師，是日陸軍整理處成立；土肥原賢二自香港抵達福州，次日訪晤福建省政府主席陳儀[1]:4855-4856。
- 3月15日——魯班場戰役；國民政府令准免蒙藏委員會委員長石青陽本職，遺缺由黃慕松繼任[1]:4856-4857。
- 3月26日——蔣介石通電，新行營名稱為「國民政府軍事委員會委員長行營」；豫鄂皖贛四省農民銀行理監事聯席會議決定，該行自4月1日起改稱中國農民銀行，以孔祥熙任理事長[1]:4861。
- 3月27日——國民政府任命馬超俊為南京市市長，原任石瑛辭職[1]:4861。
- 3月28日——國民政府特任孔祥熙為中央銀行總裁，張嘉璈、陳行為副總裁[1]:4862。

### 4月
- 蔣介石限3個月內完成川黔公路工程[1]:4870。
- 國防設計委員會由原屬參謀本部改屬軍事委員會，易名「資源委員會」[1]:4880。
- 4月1日——國民政府特任蔣介石為特級上將；蔣介石在貴陽對記者稱開展國民經濟建設運動，謂：「欲挽救今日民族之危急，與解除全國民眾之痛苦，須有一個運動繼新生活運動而起，其名為『國民經濟之建設運動』。此國民經濟運動，乃以振興農業、改良農產，保護礦業、開發礦產，扶助工商、調節勞資，開辟道路、發展交通，調整金融、流通資金，促進實業為宗旨，而以革除苛捐雜稅，減免出口稅，與要求新憲法之實施，禁止紙幣之濫發，為建設國民經濟之初步。今日政府增加中央、中國與交通三銀行之資本，以謀社會經濟之安定與農工商業之進步，亦即此國民經濟建設運動中之一種。」；廈門市政府成立，王固磐任市長[1]:4863-4864。
- 4月2日——國民政府任閻錫山、馮玉祥、張學良、何應欽、李宗仁、朱培德、唐生智、陳濟棠為一級陸軍上將[1]:4865。
- 4月3日——國民政府任陳調元、何成濬、朱紹良、韓復榘、宋哲元、劉湘、劉峙、萬福麟、何鍵、白崇禧、劉鎮華、顧祝同、商震、傅作義、徐永昌、于學忠、楊虎城、蔣鼎文、龍雲、徐源泉為二級陸軍上將；國民政府以范鴻仙討袁之役被狙殞命，追贈陸軍上將[1]:4865。
- 4月4日——國民政府任宋哲元兼察哈爾省保安司令；國民政府任楊杰、賀耀組、黃慕松、曹浩森、周亞衛、張華輔、錢大鈞、陳誠、衛立煌、張治中、夏斗寅、孫連仲、上官雲相、梁冠英、陳繼承為陸軍中將[1]:4866。
- 4月5日——國民政府任薛岳、劉建緒、劉興、趙觀濤、羅卓英、谷正倫、王樹常、鮑文樾、賀國光、蔣伯誠、戢翼翹、榮臻、吳光新、魏宗瀚、高維岳為陸軍中將[1]:4866。
- 4月6日——蔣介石乘調大軍入貴州追堵紅軍之機，壓迫貴州省政府主席兼第二十五軍軍長王家烈交出軍政權力，是日王以「身兼縱隊司令，不能兼顧省政」為辭電蔣介石請辭省主席職，繼又辭去軍職，調任軍事參議院參議；國民政府任魏益三、門致中、王均、徐庭瑤、何柱國、王以哲、孫桐萱、郝夢齡、劉茂恩、譚道源、李雲杰、李韞珩、毛秉文、蕭之楚、周渾元為陸軍中將[1]:4867。
- 4月7日——蔣介石自貴陽飛抵昆明[1]:4867。
- 4月8日——國民政府任吳奇偉、湯恩伯、劉紹先、孫楚、楊效歐、李服膺、王靖國、楊耀芳、李生達、龐炳勳、秦德純、王俊、劉翼飛、胡毓坤為陸軍中將[1]:4868。
- 4月9日——國民政府任胡宗南、周碞、曾萬鍾、陶峙岳、李延年、李默庵、萬耀煌、王東原、朱耀華、李覺、馮安邦、曹福林、馮治安、張自忠、張振漢為陸軍中將；宋哲元偕秦德純、蕭振瀛赴張北閱軍[1]:4868-4869。
- 4月10日——國民政府任岳森、阮肇昌、戴岳、陶廣、宋天才、羅霖、樊崧甫、高桂滋、馮占海、沈克、李振唐、黃光華、郭希鵬、馬法五為陸軍中將；蔣介石由昆明飛貴陽[1]:4869。
- 4月11日——國民政府授蒙古錫林郭勒盟盟長索諾木喇布坦都統銜[1]:4870。
- 4月12日——國民政府任命許崇清為考選委員會副委員長，原任陳大齊免職[1]:4870。
- 4月13日——蔣介石派李仲公為貴州臨時行政特派員[1]:4871。
- 4月14日——武昌行營主任張學良由重慶飛貴州見蔣介石，河南保安處長馮占飛及《大公報》總編輯張季鸞偕行，4月17日張學良回漢口；中國哲學會成立[1]:4872。
- 4月17日——國民政府明令改組貴州省政府，准免王家烈省政府主席職，遺缺以吳忠信繼任[1]:4873。
- 4月18日——廣東綏靖公署主任陳濟棠宣布自兼海軍總司令，張之英、姜西園為副[1]:4874。
- 4月19日——蔣介石電劉湘，升任孫震為第二十九軍軍長；中美庚款董事會改選，以蔡元培為董事長，周詒春、孟祿為副；蔡廷鍇旅歐結束，自菲律賓抵香港[1]:4874。
- 4月20日——蔣介石整飭四川、貴州財政，是日以貴州省舊省府及文武各機關省會地方賤價出售預徵通關稅票，面諭貴州特派員李仲公採取斷然措施，着將預徵通關稅票一律作廢（「通關稅票」即特稅票，亦即鴉片煙出口稅）[1]:4875。
- 4月30日——行政院通過聖裔奉祀官准照前清例世襲[1]:4880。

### 5月
- 5月1日——國民政府任命徐庭瑤為訓練總監部交通兵監，免去其第十七軍軍長職；張學良偕顧問端納由漢口飛抵貴陽，向蔣介石報告在開封、西安檢閱河南、陝西駐軍情況；西蘭公路建成，歷時1年餘，今起正式通車，全長753公里，西安至蘭州單程4日可達[1]:4881。
- 5月4日——國民政府任陳立夫為軍事委員會調查統計局局長、陳焯為副，翁文灝為軍事委員會資源委員會秘書長、錢昌照為副[1]:4882。
- 5月5日——國民政府以陳嘉庚捐資助學，特授予二等采玉勳章；當晚，毛澤東、周恩來、朱德等中共中央、中革軍委領導隨同軍委縱隊渡過金沙江，駐扎在中屋山，指揮中央紅軍渡江[1]:4883。
- 5月7日——國民政府任命柏輝章為第一〇二師長，何知重為第一〇三師師長，吳劍平為第一二一師長[1]:4884-4885。
- 5月8日——蔣介石准第九十三師師長唐雲山辭職，遺缺派甘麗初代理[1]:4885。
- 5月9日——中央紅軍全部渡過金沙江，在一周時間內，中央紅軍靠着7隻渡船將2萬多紅軍全部送到金沙北岸，從此中央紅軍跳出數十萬敵人圍追堵截之圈子，取得戰略轉移中具有決定意義之勝利；立法院長孫科等離開南京赴陝西，考察西北經濟及風俗民情，5月24日考察完畢返回南京[1]:4886。
- 5月10日——蔣介石由貴陽飛抵昆明「督剿」紅軍[1]:4886。
- 5月14日——行政院決議任徐堪為財政部常務次長，原任秦汾准予辭職[1]:4890。
- 5月15日——國民政府派孫震為第四十一軍軍長，任命柏天民為第五十一師師長[1]:4890。
- 5月17日——中、日兩國政府同時公布中日互換大使，雙方分別以現任公使蔣作賓、有吉升任；中英、中美政府商定使節升格為大使；國民政府令免陳紹寬兼海軍江南造船所所長職，遺缺由馬德驥繼任[1]:4891。
- 5月18日——何應欽由平南下沿平漢鐵路視察，5月20日抵太原晤閻錫山商陝北「剿滅」紅軍軍事；蔣介石和龍雲乘發機察看，復折返昆明；張國燾在四川茂縣一帶成立「中共西北特區委員會」和「西北蘇維埃聯邦政府」；中德兩國政府商定使節升格為大使[1]:4892。
- 5月19日——江西省政府主席熊式輝到漢口謁見張學良報告江西省軍政情況，並與行營商洽廬山暑期訓練縣長事宜[1]:4892。
- 5月20日——國民政府任命孫楚為第一〇一師師長[1]:4892。
- 5月21日——行政院通過外交部呈報中美、中德公使館升格為大使館案；蔣介石由昆明飛貴陽，次日由貴陽飛重慶；「滿洲國」國務總理鄭孝胥被迫辭職，張景惠繼任[1]:4893。
- 5月22日——國民政府公布以現任駐英公使郭泰祺升任中國駐英首任大使[1]:4893。
- 5月24日——上海電通影片公司拍攝《風雲兒女》告竣，是日上映，片中插曲《義勇軍進行曲》係田漢作詞，聶耳譜曲[1]:4894。
- 5月25日——晨，紅一軍團第一師第一團第一營在團長楊得志率領下到達安順場大渡河口，憑僅有一隻船，搶渡大渡河；河北省政府主席于學忠在日軍威脅下，宣布省府自7月1日遷保定，5月30日又決定提前在6月1日遷移[1]:4894-4895。
- 5月26日——蔣介石自重慶飛成都「督剿」紅軍，宋美齡、顧問端納偕行[1]:4895。
- 5月28日——行政院決議成立中央信托局，辦理儲蓄、保險等業務，由中央銀行撥款1,000萬元充作資本[1]:4896。
- 5月31日——蒙政會秘書長德穆楚克棟魯普抵達北平，促何應欽就指導長官，並請示一切[1]:4899。

### 6月
- 6月1日——河北省政府因日方逼迫，開始自天津遷往保定，6月4日省政府各廳在保定合署辦公[1]:4899。
- 6月4日——行政院決議改天津市為直轄市，以王克敏代張廷諤為天津市長，並任商震津警備司令；國民政府任命吳忠信兼貴州省保安司令，李樹森為陸軍第九十四師師長[1]:4902。
- 6月6日——國民政府調于學忠任「川陝甘邊區剿匪總司令」，河北省政府主席由民政廳長張厚琬代理；行政院令天津警備司令商震在王克敏未到任前兼代天津市長[1]:4904。
- 6月7日——中國國民黨河北省黨部奉中央電令即日自北平遷保定，同日北平軍分會政訓處結束[1]:4904。
- 6月8日——中國國民黨中央政治會議根據日本要求，決定將第五十一軍于學忠部調離河北[1]:4905。
- 6月18日——國民政府特派王克敏代理行政院駐平政務整理委員會委員長：行決議，免宋哲元察哈爾省政府主席職，遺缺由該省民政廳長秦德純兼代，6月19日國民政府明令發表；駐日大使蔣作賓密電國民政府，報告日本企拉攏閻錫山建立華北傀儡政權：「據密報，若輩以中國將統一，認為不利，欲在北方組織一反中央勢力，先以冀、晉、察、綏、魯為範圍，俾與中央脫離，以便為所欲為。現正積極進行，並欲利用閰主任（鍚山）為傀儡。」；旋閻錫山於報端發表公開信，揭穿日本人將於此後20年內征服全中國之陰謀[1]:4911。
- 6月20日——天津警備司令部以日方對「警備」二字不滿，改稱津沽保安司令部，商震仍為津沽保安司令[1]:4913。
- 6月23日——日本關東軍駐瀋陽特務機關長土肥原賢二等人為張北事件在北平秦德純私寓舉行談判，土肥原提出要求：一、昌平、延慶延長線之東，獨石口之北，經龍門西北和張家口之北，至張北之南一線作為撤退區域，宋哲元軍應撤至其西南此後不得侵入；二、宋軍向日軍表示遺憾之意，並處罰肇事宜接責任人；三、解散排日機關；四、本事件應自6月23日起兩星期內辦結；五、停止山東向察哈爾省移民[1]:4914。
- 6月24日——國民政府電復秦德純：「張北事件仍由察省當局負責交涉，並與軍分會密切合作。……凡在不妨碍我國領土、主權之範圍內，皆可酌情辦理。」；6月25日，北平軍分會最後決定接受日方要求[1]:4915。
- 6月25日——國民政府任命商震為河北省政府委員兼主席，程克為天津市長，原天津市長王克敏免職[1]:4915。
- 6月26日——晨，秦德純訪晤土肥原，再度商洽察事，獲得諒，中央二次覆電亦到平，遂通知日方，定明日上午10時雙方在日使館武官室完成張北事件交涉之最後手續[1]:4916。
- 6月27日——上午，秦德純、雷壽榮、陳覺生至日本使館訪土肥原賢二、高橋坦，以書面承諾土肥原6月23日所提要求及解釋，並同意撤退察省境內中國國民黨黨部，通稱《秦土協定》；下午1時，土肥原和高橋坦對新聞界宣布，張北事件己「完全而滿意」解決[1]:4917。
- 6月28日——國民政府令陝西省政府主席邵力子暫代民政廳長，任命馬步芳為青海省政府委員[1]:4918。
- 6月29日——國民政府任命盧興榮為陸軍第五十二師師長[1]:4918。

### 7月
- 7月1日——日本武官高橋因何應欽未答覆6月21日交鮑文樾代擬文稿，是日又提修正文稿，要何簽字：「六月九日酒井參謀長提出之各事項，悉數承諾，期以自動的方式實施之。特此通知梅津司令官閣下。何應欽。」[1]:4919
- 7月2日——汪精衛因肝病在上海入諾爾醫院治療，行政院務由副院長孔祥熙暫代[1]:4921。
- 7月6日——何應欽將高橋7月1日代擬文稿請示行政院同意後，是日電鮑文樾送交日華北駐屯軍司令梅津，關於河北事件之書面公函，世稱《何梅協定》：「徑啟者：六月九日酒井參謀長所提各事項，均承諾之，並自主期其遂行。特此通知。此致梅津司令官閣下。何應欽。民國二十四年七月六日」[1]:4923。
- 7月8日——孔、曾、顏、孟四奉祀官孔德成、曾繁山、顏世鏞、孟慶棠在南京宣誓就職，國民政府派戴季陶監誓；國民政府任命王懋德為陸軍第二十八師師長[1]:4924。
- 7月9日——四川省府由重慶遷往成都[1]:4925。
- 7月18日——中中央政治局常委擴大會在蘆花召開，張聞天主持會議，討論「組織問題」，周恩來辭去紅軍總政治委員職務，會議決定由張國燾任總政治委員，軍委之總負責者[1]:4929。
- 7月20日——行政院長汪精衛因病電南京辭職，請以副院長孔祥熙代理院務，中國國民黨中政會決議以孔祥熙代理行政院長[1]:4930。
- 7月22日——國民政府任命焦易堂為最高法院院長[1]:4931。
- 7月24日——國民政府任命陶廣為陸軍第二十八軍軍長，鍾光仁繼陶廣升充第六十二師師長[1]:4932。
- 7月27日——國民政府令免陸軍第九十六師師長蕭致平職[1]:4933。
- 7月29日——西南政務會調邊防督辦兼龍州民團指揮官李品仙任第四集團軍總參謀長[1]:4934。
- 7月30日——國民政府任命汪惟仁為陸軍第一〇八師師長，呂濟為陸軍第一四二師師長，李杏村為陸軍第三十二軍副軍長[1]:4935。

### 8月
- 8月12日——國民政府任命宋天才為陸軍第七十五師師長[1]:4943。
- 8月13日——蔣介石委衛立煌為閩贛浙皖邊區「清剿」總指揮，四省邊區部隊統歸指揮節制[1]:4943。
- 8月14日——蔣介石由成都飛抵廬山，電汪精衛往晤，汪遲遲未應[1]:4943。
- 8月15日——中國國民黨中常會議決慰留汪精衛，通過「嚴懲共黨反復」案，凡共黨「自首」或「自新」而復參加共產黨者，一律槍決，或酌處無期徒刑[1]:4944。
- 8月17日——蔣介石派張群攜親筆函飛青島，促請汪精衛早日返南京，主持政務，汪允即返[1]:4944。
- 8月19日——蔣介石自廬山飛往南京，張群往見，報告赴青島挽汪經過；汪精衛自青島飛上海；陳紹寬請辭海軍部長職，8月20日行政院挽留[1]:4945。
- 8月21日——汪精衛自上海到南京，與蔣介石、黃郛會晤，蔣力勸復職，汪表同意；國民政任命陳光中為陸軍第六十三師師長[1]:4946。
- 8月22日——中國國民黨中常會在南京開會，汪精衛、蔣介石均出席，討論汪辭職行政院長及兼外交部長案，決議慰留，下午1時許行政院秘書長褚民誼以汪允復任事通知各部、會[1]:4947。
- 8月23日——汪精衛通電復職：卧病月餘，一再具呈中央，懇請辭職，未蒙允准，茲遵照中常會決議，於本日銷假回院視事；蔣介石以汪已復職，離開南京飛成都[1]:4947。
- 8月24日——川省裁軍竣事，蔣介石電劉湘暨川軍各路總指揮，凡編餘可用官兵，憑證明聽候甄別改，其餘一律遣散，勸令歸家生產，不准逗留麇集，以維治安[1]:4948。
- 8月28日——國民政府任命宋哲元為平津衛戍司令，秦德純為察哈爾省政府兼民政廳長，調原平津衛戍司令王樹常為軍事參議院副院長[1]:4949。
- 8月29日——國民政府明令撤銷行政院駐北平政務整理委員會[1]:4950。
- 8月31日——國民政府令免陸軍第八軍軍長趙觀濤職[1]:4951。

### 9月
- 9月1日——廖仲愷國葬，上午由在南京紫金山天堡城墓地安葬禮，由中國國民黨中央常務委員葉楚傖主祭[1]:4953。周恩來寫「正式信件」給陳果夫、陳立夫兄弟；蔣指示陳立夫正面回覆周恩來[2]:132。
- 9月2日——中共中央在四川巴西召開政治局會議，決定紅軍繼續北上[1]:4953。
- 9月3日——何應欽電促宋哲元赴北平就任平津衛戍司令[1]:4955。
- 9月5日——黃郛致電汪精衛請辭內政部長職[1]:4956。
- 9月6日——國民政府任命陳紹寬為一級海軍上將，陳季良、陳訓泳為海軍中將[1]:4956。
- 9月14日——國民政任命黃新為陸軍第四十一師師長[1]:4962。
- 9月17日——國民政府派陳公博等17人為全國經濟委員會合作事業委員會委員，指定陳公博為主任委員；行政院決議慰留內政部長黃郛，9月24日黃郛打消辭意電行政院續假休養[1]:4964。
- 9月20日——國民政府令准河南省主席劉峙辭民政廳長兼職；中國法學會在南京成立，推蔣介石為名譽理事長，汪精衛等8人為名譽理事，居正為理事長，覃振、戴季陶為副理事長[1]:4966。
- 9月21日——宋哲元在北平就平津衛戍司令職[1]:4967。
- 9月23日——國民政府令派陸軍中將羅卓英為陸軍第十八軍軍長[1]:4968。
- 9月28日——胡漢民離開德國赴美國休養[1]:4972。
- 9月30日——國民政府派陸軍中將湯恩伯為陸軍第十三軍軍長[1]:4972。

### 10月
- 中國文藝社成立，葉楚傖、陳立夫為正、副社長，張道藩、曾仲鳴、蕭同茲等17人為理事[1]:4978。
- 10月2日——國民政府特派蔣介石兼西北剿匪總司令部總司令，張學良兼副司令，以朱良、于學忠、楊虎城分任第一、二、三路軍司令[1]:4973。
- 10月3日——國民政府特派顧祝同為軍事委員會委員長四川行營主任，並裁撤駐贛綏靖公署；國民政府派唐式遵為陸軍第二十一軍軍長，潘文華為第二十三軍軍長，王纘緒為第四十四軍軍長[1]:4974。
- 10月5日——張國燾在四川理番縣卓木碉另立「中央」，「中央政府」和「中央軍委」，宣布開除毛澤東、周恩來、博古、張聞天中央委員及黨籍，並下令「通緝」，對楊尚昆、葉劍英「免職查辦」[1]:4975。
- 10月7日——國民政府令免岳森陸軍第五十師師長職，遺缺以成光耀繼任，任命陳鐵為陸軍第八十五師師長；蔣介石自成都飛西安視察，翌日接見邵力子、楊虎城，聽取軍政情形報告，10月10日抵洛陽赴中央軍校分參加開學典禮；張學良飛太原，訪閻錫山商「剿共」辦法，次日飛返西安[1]:4976。
- 10月10日——蔣介石為消滅湘鄂川黔邊區紅軍，在宜昌設行轅，是日行轅成立，以陳誠為參謀長，代行蔣介石職務；武漢警備司令葉蓬為9月17日駐武漢日本領事抗議警備司令部兵營內有抗日標語一事，以「違反國府睦鄰令」被免職，遺缺由第一軍軍長陳繼承繼任[1]:4977。
- 10月12日——國民政府令免宋哲元兼察哈爾省保安司令職，遺缺由秦德純兼任；蔣介石抵達開封，次日飛太原與閻錫山商陝、甘「剿共」軍事，12月14日太原飛返南京[1]:4978。
- 10月15日——蔣介石與汪精衛在南京晤談中央最近政情；國民政府任命李家鈺為陸軍第一〇四師師長[1]:4979。
- 10月16日——黃郛應蔣介石電召，離開上海入南京；日本貴族院議員坂西中將至南京訪汪精衛；張學良由西安飛抵武昌，辦理行營結束事宜，10月19日返西安，10月20日武昌行營結束[1]:4980。
- 10月18日——蔣介石秘密會見蘇聯駐華大使鮑洛莫洛夫，以中國軍隊總司令之身份建議中蘇訂立「秘密軍事協定」，對付日本侵略，保證遠東和平[1]:4981。蔣和鮑格莫洛夫後來說好，由張群和鮑格莫洛夫就此一密約之細節後續談判，在中國政府和中共就統一陣線達成協議後即可生效[2]:133。「香河事件」爆發，日本人指使武宜亭等借口反對田畝附加稅，要求實行「自治」，是日武宜亭與日本浪人勝見、福田霞等同謀，在河北省香河縣安撫寨胡承武宅召開「國民自救會」，10月20日武宜亭糾眾到縣政府請願，並派代表及日本浪人三名到縣長趙鍾樸交涉，要求交出政權，同時散發《縣民自治自決自救傳單》及《對華之基礎觀念》等文件，趙鍾樸將代表扣留，並派人到省政府報告，10月22日日本憲兵一隊掩護變民入城內，釋出被拘代表，趙鍾樸逃走，縣城被占，公推安厚齋為「民選縣長」，實行「自治」；國民政府追贈前大元帥府陸軍總長張開儒為陸軍上將，並從優議恤[1]:4981。
- 10月19日——紅軍陝甘支隊到達陝北革命根據地吳起鎮，中央紅軍主力歷時一年，經過福建、江西、廣東、湖南、廣西、貴州、雲南、四川、西康、甘肅、陝西11省，行程2萬5千里，進行300多次戰鬥，擊潰幾十萬敵軍圍追堵截，此時只剩7,000餘人，結束長征；國民政府派萬耀煌為陸軍第二十五軍軍長[1]:4981。
- 10月22日——香河事件發生後，河北省政府主席商震對安次、永清、霸縣、靜海、武清、通縣、昌平等縣頒戒嚴令；紅十五軍團夜襲榆林橋（位於陝西甘泉南），全殲東北軍王以哲部第一〇七師4個營，生俘團長高福源[1]:4983。
- 10月23日——河北省政府派參事鄭文軒訪日武官高橋，表示香河事將以和平方法解決，並派參議劉耀東代理香河縣長[1]:4984。
- 10月24日——安厚齋、武宜亭等憑借日本勢力，拒絕交出香河縣政權，並將新派縣長劉耀東扣押[1]:4984。
- 10月26日——商震電呈蔣介石，謂河北香河事件為日方多田駿與日本駐天津特務機關長大迫通貞所策劃，其目的「即策預備迫使我方承認華北自治」；商震與多田駿連日在天津會商香河事件，尚無具體結困，是日武宜亭向劉耀東提決條件三項：一、容納「民眾」要求；二、對事變責任者不加處分；三、死傷者給撫恤費；劉向商震請示後，允酌予接受；劉湘奉蔣介石漾（23日）電，以第二十三師師長羅澤洲擅自槍殺旅長王芝槐，着即撤職查辦，劉電羅遵照，並委唐式遵暫代第二十三師師長[1]:4986。
- 10月27日——武宜亭在香河城內勒捐派款，散發《自救自決宣言》，亂民與民團合流，由高俊山指揮，在城外掘壕扼守，商震仍留天津與多田駿商談，要求制止日人參與香河事件[1]:4987。
- 10月28日——冀東戰區特警隊張慶餘部奉令開香河維持治安，武宜亭逃天津，是日商震由天津抵達北平，稱香河事件己解決；國民政府任命沈久成為陸軍第一四〇師師長[1]:4987-4988。
- 10月29日——冀東戰區特警隊張慶餘部第五中隊開抵香河城外待命，第七中隊開往香河接防，為城內附變團警所拒[1]:4988。
- 10月30日——蔣介石就日人策動「華北自治」一事，覆電平津衛戍司令宋哲元，謂：「此時兄處境只聽命中央，諉責中央為惟一之法」，「幸勿為威脅所動。」[1]:4989

### 11月
- 11月1日——上午，中國國民黨第四屆中央執行委員會第六次全體會議在南京開幕，汪精衛主席致開幕詞後，在會場外攝影時遇刺，槍傷左頰、左臂及背肋三處，刺客晨光通訊社記者孫鳯鳴亦被衛士擊中，當場被捕，次晨孫傷重在南京中央醫院斃命；西北剿匪總司令部在西安成立，負責指揮陝西、甘肅、寧夏、青海各省「剿共」軍事，參謀長錢大鈞，秘書長吳家象；軍事委員會委員長四川行營在重慶成立，主任顧祝同，參謀長賀國光對記者談，參謀團奉命結束，四川、雲南、貴州、陝西、甘肅、寧夏、青海各省軍政均受行營指揮；北平市長袁良電中央懇辭，11月3日行政院批准袁良辭職，由宋哲元兼代北平市長[1]:4990-4991。
- 11月2日——國民政府令駐甘肅綏靖公署主任朱紹良專理軍務，免去甘肅省政府委員暨主席職，任命于學忠為甘肅省政委員兼主席；香河城門緊閉，不准出入，安厚齋避迹鄉間[1]:4992。
- 11月3日——財政部頒布《幣制改革緊急令》，自1月4日起實行新貨幣政策，規定辦法六條：一、以中央、中國、交通三銀行所發鈔票為法幣，收付概以法幣為限；二、其他銀行鈔要限期兌換法幣；三、設發行准備管理委員會，辦理法幣發行收換及保管準備金等事宜；四、持有金本位幣或其他銀類者，交發行準備管委會或指定銀行兌換法幣；五、以銀幣單位訂立之契約，到期以法幣結算；六、由中央、中國、交通三銀行無限制買賣外滙[1]:4992。
- 11月6日——行政院決議，以汪精衛因傷不能執行職務，由副院長孔祥熙依法代理行政院院長，外交部部務由政務次長徐謨代拆代行[1]:4995。
- 11月7日——香河事件連日經各關係方面交涉，城中浪人已全部離去[1]:4996。
- 11月8日——國民政府任命蕭振瀛、張自忠為察哈爾省政府委員，蕭兼主席，未到任前由張暫代，任命秦德純為北平市市長；參謀次長熊斌自南京抵達北平，向宋哲元、商震傳達中央應付日本計劃，勸宋等切勿自作主張；香河「治安維持會長」安厚齋稱「縣長」[1]:4996-4997。
- 11月9日——參謀次長熊斌到天津訪土肥原賢二，土肥原賢二拒絕會見，旋往見日本駐屯軍司令多田，多田稱「土肥原之要求（指要求成立華北自治政府）必須實現，無商量餘地」[1]:4998。
- 11月10日——熊斌到保定、北平，分別會晤商震、宋哲元，告以中央通盤應付日人計劃，戒其勿自作主張[1]:4999。
- 11月11日——日本關東軍特務機關長土肥原賢二自天津到北平，向宋哲元提出「華北高度自治方案」，內容計有10項：一、成立「華北共同防赤委員會」；二、領域為華北五省二市；三、首領宋哲元﹐總顧問土肥原；四、由最高委員會主持軍事；財政截用由央在各該省、市之關稅、鹽稅和統稅；六、開發華北礦業、棉業，使與日、「滿」結成一單位；七、另定五省通用貨幣，與日元發生聯關；八、撲滅三民主義與共產主義，代以東洋主義；九、保留南京政府之宗主權；十、親日反共；限宋11月20日前宣布自治，否則日軍將取河北和山東[1]:4999。
- 11月12日——中國國民黨第五次全國代表大會在南京開幕，林森主席[1]:5000。
- 11月13日——中共中央發表《為日本帝國主義併吞華北及蔣介石出賣中國宣言》，號召全國人民廣泛聯合起來，積極參加抗日反蔣鬥爭；河北省政府派灤榆區專員殷汝耕與日方交涉後，香河代表允將政權交出，香河事件解決，武宜亭、安厚齋已逃逸，特警隊張慶餘部入城維持秩序，河北省政府派梁季述接任香河縣長[1]:5001。
- 11月15日——灤榆兼薊密區專員殷汝耕與特警總隊長暨兩區各縣、局長等，在日本人策動下，聯電北平衛戍司令宋哲元、山東省政府主席韓復榘，借響應促成憲政為名要求華北自治，促宋、韓「領袖群倫，更為有效之主張」[1]:5002-5003。
- 11月16日——蔣介石鍳於華北局勢緊張，調兵備戰，隴海鐵路軍隊已西調河南，至是日京滬鐵路線屯集重兵達11個師；蕭振瀛致電中央請辭察哈爾省政府主席[1]:5003。
- 11月18日——土肥原賢二對宋哲元代表蕭振瀛以口頭作最後通牒，如果宋哲元不在1月20日前宣布自治，日本方面將自行宣布，11月19日宋哲元秘密派人向中央報告示，是日傍晚宋接到蔣介石電報，告以土肥原並無代表日本政府之資格，令宋立即停止土與土肥原之談判，宋即派蕭振瀛將蔣之電令通知土肥原，聲明不能於11月20日宣布自治，土肥原遂𦐤1月20日晨離開北平赴天津[1]:5005。
- 11月19日——蔣介石在中國國民黨第五次全國代表大會第四次大會上作對外關係講演，稱外交方針為：「對本國求自存，對國際求共存。……和平未到完全絕望時期，決不放棄和平；犧牲未到最後關頭，亦不輕言犧牲。」[1]:5005
- 11月20日——蕭振瀛語北平記者稱：奉蔣介石電諭，華北事件停止談判；汪精衛自南京赴上海療傷[1]:5006。
- 11月21日——直羅鎮戰役，毛澤東同周恩來、彭德懷指揮，11月24日直羅鎮之敵在突圍中被全殲，戰役結束，共殲東北軍1個師又1個，俘敵5,300餘人，繳槍3,500餘支，打破蔣介石對陝甘寧蘇區之第三次「圍剿」[1]:5007。
- 11月23日——夜，灤榆、薊密區行政專員殷汝耕取宋哲元之諒解，在天津召集停戰區各特警總隊長講話，宣布在停戰地區實行自治[1]:5009。
- 11月24日——殷汝耕由天津抵達通縣，召集停戰區特警隊等開臨時會議，宣示合併灤榆、薊密兩區為灤薊區，劃昌平、寶坻、香河、寧河4縣歸其管轄，是夜發表脫離中央、組織「冀東防共自治委員會」宣言，11月25日「冀東防共自治委員會」在通縣成立，殷汝耕自任委員長；日本女間諜川島芳子（金壁輝）抵達天津，暗組「華北自治委員會」，勾結前騎兵師長郭希鵬、豐台暴動張權本等謀[1]:5009-5010。
- 11月26日——行政院對華北情勢作出如下決議：一、撤銷軍事委員會北平分會；二、特派何應欽為行政院駐平辦事長官；三、特派宋𠲻元為冀察綏靖公署主任；四、令冀省府將灤榆區專員殷汝耕免職拿辦；五、撤銷灤榆、薊密兩區行政督察專員公署；六、電令宋哲元、商震等負責維持地方治安；同日，國民政府明令發表[1]:5011。
- 11月27日——宋哲元電何應欽辭冀察綏靖公署主任新職，次日何覆電慰留，11月29日宋再電行政堅辭新職[1]:5013。
- 11月30日——蔣介石與行政院等五院院長商決「華北辦法」六條，並派何應欽、熊式輝、陳儀等北上與宋哲元共商處理華北問題，於11月30日夜車北上[1]:5015。

### 12月
- 12月1日——汪精衛電國民政府辭行政院長及外交部長兼職[1]:5016。
- 12月3日——黃郛電行政院請辭內政部長職；國民政府派黃顯聲為陸軍騎兵軍副軍長；何應欽、江西省政府主席熊式輝、福建省政府主席陳儀抵達北平，與平津衛戍司令宋哲元、察哈爾省政府主席蕭振瀛、北平市長秦純會商華北問題[1]:5018。
- 12月5日——何應欽在北平與秦德純、蕭振瀛、熊式輝、陳儀等密商應付華北時局對策，決定為適應北方特殊環境之需要，仿照西南政務委員會往例，設立「冀察政務委員會」，以應付華北危機，並電呈蔣介石報告：「職與公洽、天翼兩兄一再考慮，認為惟有遵照鈞座指示之最後辦法：（1）設立冀察政務委員會；（2）委員及組織由中央決定人選，以適宜於北方環境為標準，並任明軒為委員長；（3）一切軍事、外交、政治、經濟保持正常狀態；（4）絕對避免自治明目及獨立狀態，如日人壓迫，中央與地方一致行動。已托人示意明軒，大約能如此辦理，則內外暫可相安。」[1]:5020
- 12月6日——中國國民黨五屆一中全會第四次大會通過《中央執行委員會組織大綱》，中央政治會議改為中央政治委員會，為政治之最高指導機關；陳儀、蕭振瀛攜設置「冀察政務委員會」方案，赴天津與日本關東軍特務機關長土肥原、日本駐屯軍司令多田、參謀長酒井交換意見[1]:5021。
- 12月8日——商震分電行政、軍事委員會請辭第三十二軍軍長、河北省政府主席、津沽保安司令及河北全省保安司令本兼各職[1]:5022。
- 12月9日，北平學生在中國共產領導下，爆發「一二九」抗日救亡運動；實業部長陳公博呈辭職，表示與汪精衛同進退[1]:5023-5024。
- 12月10日——國民政府任命楊愛源為陸軍上將，敍第二級[1]:5024。
- 12月11日——國民政府特派冀察政務委員會委員，指定宋哲元為委員長；熊式輝由北平抵達南京，向行政院報告解決華北問題商談經過；國民政府令准免劉和鼎第五十六師師長兼職，遺缺由劉尚志繼任[1]:5025。
- 12月12日——國民政府任命宋哲元為河北省政府主席，商震為河南省政府主席，張自忠兼察哈爾省政府主席，蕭振瀛為天津市市長，並特派劉峙為豫皖綏靖公署主任[1]:5026。
- 12月13日——國民政府准免諸民誼行政院秘書長職，由翁文灝繼任[1]:5027。
- 12月16日——北平學生為反對華北自治運動，舉行「一二一六」大示威遊行，北平被捕學生46人，受傷300人，重傷者75人（一說重傷者75人，輕傷者297人，被捕者8人，失踪者25人）；行政院長蔣介石本日就職後，對部、會首長談施政方針，其要旨為：一、澄清吏治，二、努力經濟建設，三、維護國家自由與平等[1]:5029-5030。
- 12月17日——中共中央在陝北瓦窯堡召開政治局會議，張聞天主持會議，並入政治形勢與策略之報告，經過三天討論，確定抗日民族統一戰線之策略方針，完滿解決黨之政治路線問題；國民政府令免湖北省政府委員兼主席張群職，遺缺由楊永泰繼任[1]:5030。
- 12月18日——國民政府特任閻錫山、馮玉祥為軍事委員會副委員長，免去蔣介石參謀總長兼職，由程潛繼任[1]:5031-5032。
- 12月19日——蔣介石派鄧文儀赴莫斯科同中國共產黨代表團團長陳紹禹（王明）就政治解決中共問題之可能接觸，是日鄧自上海啟程[1]:5033。
- 12月20日——國民政府任命宋哲元兼河北全省保安司令，張自忠兼察哈爾全省保安司令，原任商震、秦德純免職；冀察政務委員會派戈定遠代理秘書長，聘吳佩孚為高等顧問[1]:5034。
- 12月23日——國民政府派陸軍中將樊崧甫為第四十六軍軍長，准免黃子咸第二十四師師長，遺缺由副師長李英升充[1]:5036。
- 12月24日——國民政府明令交通部長顧孟餘未到任前，部務由政務次長俞飛鵬代理；國民政府明令褒揚已故上將唐繼堯[1]:5037。
- 12月25日——殷汝耕宣布改「冀東防共自治委員會」為「冀東防共自治政府」，自稱政務長官，轄區25縣，人口500萬[1]:5037。
- 12月27日——蔣介石電令武漢戒嚴司令陳繼承絕對禁止一切集會游行[1]:5040。
- 12月30日——商震河南省政府主席未准，是日赴河南履任，所遺津沽保安司令一職，由平津衛戍司令部參謀長劉家鸞代理。
- 12月31日——國民政府派李宗仁為湘桂黔邊區剿匪總司令，白崇禧為副總司令；國民政府任命傅汝霖為揚子江水利委員會委員長[1]:5041。

## 逝世
- 1月31日——魯涤平，中國國民黨中央候補執行委員、軍事參議院副院長，病卒[1]:4829。
- 3月5日——陳寶琛，遜清太傅，病殁北平[1]:4852。
- 3月8日——阮玲玉，影星，在上海服毒自盡[1]:4853。
- 3月25日——石青陽，前蒙藏委員會委員長，於上海病卒[1]:4860。
- 5月24日——孫永勤，熱河義勇軍領導人，在遵化茅山溝遭日軍川岸部隊圍攻中戰死[1]:4894。
- 6月18日——瞿秋白，中國共產黨江西中央分局宣傳部長，就地殺害於長汀[1]:4911-4912。
- 7月5日——林翔，銓敍部部長，在南京病卒[1]:4923。
- 7月8日——葉琪，第四集團軍總司令部上將總參謀長，在南寧墜馬斃命[1]:4924。
- 7月17日——聶耳，作曲家，在日本鵠沼海濱游泳溺死[1]:4929。
- 8月27日——姚震，前北洋政府司法總長，於天津病卒[1]:4949。
- 9月16日——張志潭，前北洋政府內務總長、交通總長，在天津病卒[1]:4963。
- 9月29日——蔡廷幹，前北洋政府外交總長，在北平病卒[1]:4972。
- 10月22日——戈公振，名記者，在上海病逝[1]:4984。
- 12月25日——唐有壬，交通部次長兼外交部顧問，在上海寓所遇刺斃命[1]:5037。